# Monique Haas
Pour les articles homonymes, voir Haas.
Monique Haas, née le 20 octobre 1909 à Paris et morte dans la même ville le 9 juin 1987, est une pianiste française. Elle était spécialiste notamment de compositeurs de musique du XXe siècle (parmi lesquels Debussy, Ravel, Enesco et Bartók) .

## Biographie
Fille de l'ingénieur chimiste Louis Haas, elle entre au Conservatoire de Paris en septembre 1923, dans la classe supérieure de Lazare Lévy d'où elle sort avec d'un premier prix en 1927. Elle reçoit l'enseignement de Charles Tournemire (musique de chambre), de Maurice Emmanuel (histoire de la musique) et de Suzanne Demarquez (harmonie). Elle est ensuite également l'élève, en privé, de Rudolf Serkin à Riehen, puis de Robert Casadesus et de Georges Enesco.
Elle donne son premier concert en 1928 dans un récital Beethoven, Chopin, Ravel et Fauré, mais elle est surtout considérée comme une pianiste de l'avant-garde. Elle est surtout liée aux compositeurs de l'École de Paris, dont son mari Marcel Mihalovici (ami, entre autres, du philosophe et musicologue Vladimir Jankélévitch) était partie prenante, aux côtés de Bohuslav Martinů, Alexandre Tcherepnine, Alexandre Tansman, Conrad Beck et Tibor Harsanyi.
Monique Haas assure la création de plusieurs œuvres contemporaines, comme les trios de Khatchatourian et de Staempfli, des pièces de Pisk, d'Albert Roussel, Martinů, Neugeboren, Jolivet. Elle donne Les Noces de Stravinsky sous la direction d’Hermann Scherchen (1935), et joue des pièces de Berg, Journeau, Manziarly, les Variations de Webern (op. 27) au moment où celles-ci étaient fort peu connues.
En raison de leur origine juive, son mari et elle doivent se réfugier à Cannes pendant la Seconde Guerre mondiale.
Sa carrière la conduit jusqu'en Australie, en passant par les États-Unis (invité par Munch à Boston en 1960 et le 8 décembre par Paul Paray à Detroit (Bach et Ravel), la Chine, l'URSS et l'Arménie, la Pologne (1946), la Roumanie où elle enregistre avec Ion Voicu les sonates pour violon de Prokofiev et Milhaud. Monique Haas était compagnon de route du Parti communiste français depuis ses années de résistance, sans en être membre.
Elle laisse un grand nombre d'enregistrements d'œuvres de Ravel, Mozart (concertos), Debussy (Préludes, Études, Pour le piano), Bartók, Hindemith et Mihalovici (Sonate pour piano, Étude en deux parties).
Après avoir donné des masters class au Mozarteum de Salzbourg, elle est professeur au Conservatoire de Paris pendant trois années, de 1967 à 1970.

## Discographie complète

### Piano solo
- Bach, Concerto italien en fa majeur, Bwv 971 (février 1946, Decca / Tahra TAH 629)
- Bartók, Sonatine (1949, DG)
- Chopin, Études opus 10 nos 3 & 5 (1959, DG)
- Couperin
  - Le Tic Toc Choc ou Les Maillotins (février 1950, Decca)
  - Les Barricades mystérieuses (février 1950, Decca)
- Debussy
  - Œuvres pour piano (4 CD Warner/Erato,1968)
  - Douze études pour piano, livre I & II (1951, DG)
  - Préludes, livre I & II (1962-63, DG)
  - Études pour le piano : Étude pour les huit doigts (1949, DG)
  - Pour le piano : Toccata (1949, DG)
  - Pour le piano (Prélude, Sarabande, Toccata) (mars 1957, Tahra Tah 567)
  - Préludes, livre I : La fille au cheveux de lin (1949, DG)
  - Préludes, livre II : Feux d'artifice (1949, DG)
- Haydn
  - Sonate pour piano en fa majeur, Hob.16:23 (1959, DG)
  - Sonate pour piano en mi-bémol majeur, Hob.16:52 (1959, DG)
  - Arietta et variations, Hob.17:3 (1959, DG)
  - Fantaisie en ut majeur, Hob.17:4 (1959, DG)
- Mihalovici
  - Ricercari, op. 46 (1941, DG)
  - Sonate pour piano, op. 90 (1972, Erato) Son dernier enregistrement
- Rameau, Les Cyclopes (février 1946, Decca / Thara TAH 629)
- Ravel
  - Valses nobles et sentimentales (1955, DG)
  - Le Tombeau de Couperin (1955, DG)
  - Sonatine (1955, DG)
  - Œuvres pour piano (1968, Warner/Erato 2CD)
- Roussel, Trois pièces, op. 49 (1949, DG)
- Schumann, Fantasiestücke, op. 12 (1955, DG)
- Tcherepnine, Œuvres pour clavier : Huit préludes op. 9, Vœux op. 39b, Huit pièces op. 88, Sonate pour piano no 2 op. 94 (Aulos)

### Quatre mains
- Mozart, Sonates Kv 358, 381 & 448 - avec Heinz Schröter (1955 & 1957, DG)

### Autre
- Wyschnegradsky, Ainsi Parlait Zarathoustra, opus 17 pour quatre pianos en quart de ton - Monique Haas, Ina Marika, Edouard Staempfli, Max Vredenburg, pianos, Dir. Ivan Wyschnegradsky (1938, Éditions de l'Oiseau-Lyre)

### Musique de chambre
- Ravel, Sonate pour violon et piano - avec Max Rostal, violon (1958, DG)
- Mihalovici, Sonate pour violon et piano no 2, op. 45 - avec Max Rostal, violon (1958, DG)

### Avec orchestre
- Bartók
  - Concerto pour piano no 3 - Sinfonieorchester des Bayerischen Rundfunks, Dir. Eugen Jochum (1951, Tahra Tah 556/558)
  - Concerto pour piano no 3 - RIAS, Dir. Ferenc Fricsay  (avril 1954, Deutsche Grammophon)
  - Concerto pour piano no 3 - Orchestre national de l'ORTF, Dir. Paul Paray (1954)
- Hindemith
  - Konzermusik, op. 49 - Berliner Philharmoniker, Dir. Paul Hindemith (1957, Deutsche Grammophon)
  - Konzermusik, op. 49 - Dir. Constantin Bugeanu (1964, Electrecord)
- Mihalovici
  - Toccata pour piano et orchestre - Sinfonieorchester des Bayerischen Rundfunks, Dir. Rudolf Albert (avril 1952, Tahra Tah 567)
  - Esercizio Per Archi - Dir. Jean François Paillard (1972, Erato)
  - Étude en deux parties - Ensemble Ars Nova, Dir. Marius Constant (1972, Erato)
- Mozart
  - Concerto pour piano no 14, Kv 449 - Berliner Philharmoniker, Dir. Ferdinand Leitner (1957, Deutsche Grammophon)
  - Concerto pour piano no 21, Kv 467 - SWF Sinfonieorchester, Dir. Hans Rosbaud (novembre 1956, Tahra TAH 629)
  - Concerto pour piano no 23, Kv 488 - Berliner Philharmoniker, Dir. Leitner (1953, Deutsche Grammophon)
  - Concerto pour piano no 23, Kv 488 - NDR Sinfonieorchester, Dir. Hans Schmidt-Isserstedt (janvier 1956, Thara TAH 629)
- Ravel
  - Concerto pour piano en sol majeur - Orchestre symphonique de la radio d'Allemagne du nord, Dir. Schmidt-Isserstedt (30 novembre 1948, Deutsche Grammophon 459 010-2)
  - Concerto pour piano en sol majeur - Orchestre national de l'ORTF, Dir. Jascha Horenstein (février 1952, Music & Arts CD-1146 9CD)
  - Concerto pour piano en sol majeur - Orchestre de la Société des Concerts du Conservatoire, Dir. André Cluytens (1958, Archipel ARPCD 0408)
  - Concertos pour piano - Orchestre national de la RTF, Dir. Paul Paray (1965, Deutsche Grammophon "The Originals" 477 5353)
- Schumann
  - Concerto pour piano - Berliner Philharmoniker, Dir. E. Jochum (mai 1951, Deutsche Grammophon)
  - Concerto pour piano - Sinfonieorchester des Bayerischen Rundfunks, Dir. E. Jochum (janvier 1954, Tahra Tah 567)
- Stravinsky, Capriccio pour piano et orchestre - RIAS, Dir. F. Fricsay  (26–27 septembre 1950, Deutsche Grammophon 459 010-2)